# 14146 Hughmaclean
14146 Hughmaclean è un asteroide della fascia principale. Scoperto nel 1998, presenta un'orbita caratterizzata da un semiasse maggiore pari a 2,3152139 UA e da un'eccentricità di 0,1215250, inclinata di 2,09243° rispetto all'eclittica.